# Zápas Isner–Mahut ve Wimbledonu 2010
| Wimbledon 2010 – 1. kolo John Isner (23) vs. Nicolas Mahut (Q) |                                             |                                             |                                             |                                             |                                             |
|                                                                | 1.                                          | 2.                                          | 3.                                          | 4.                                          | 5.                                          |
| John Isner                                                     | 6                                           | 3                                           | 67                                          | 7                                           | 70                                          |
| Nicolas Mahut                                                  | 4                                           | 6                                           | 79                                          | 63                                          | 68                                          |
|                                                                |                                             |                                             |                                             |                                             |                                             |
| Datum:                                                         | 22.–24. června 2010                         | 22.–24. června 2010                         | 22.–24. června 2010                         | 22.–24. června 2010                         | 22.–24. června 2010                         |
| Turnaj:                                                        | Wimbledon                                   | Wimbledon                                   | Wimbledon                                   | Wimbledon                                   | Wimbledon                                   |
| Místo:                                                         | Londýn                                      | Londýn                                      | Londýn                                      | Londýn                                      | Londýn                                      |
| Žebříček:                                                      | John Isner: 19. ATP Nicolas Mahut: 148. ATP | John Isner: 19. ATP Nicolas Mahut: 148. ATP | John Isner: 19. ATP Nicolas Mahut: 148. ATP | John Isner: 19. ATP Nicolas Mahut: 148. ATP | John Isner: 19. ATP Nicolas Mahut: 148. ATP |
| Předešlý poměr vzájemných zápasů: Mahut vs. Isner 1–0          |                                             |                                             |                                             |                                             |                                             |
| John Isner (USA)                                               |                                             |                                             |                                             |                                             |                                             |
| Nicolas Mahut (Francie)                                        |                                             |                                             |                                             |                                             |                                             |

Zápas Isner–Mahut ve Wimbledonu 2010 je nejdelší utkání tenisové historie, v němž bylo překonáno několik wimbledonských i tenisových rekordů, včetně nejvyššího počtu es zahraných v jediném zápase.
V 1. kole mužské dvouhry se utkali 23. nasazený Američan John Isner a Francouz Nicolas Mahut, který do hlavní soutěže postoupil z kvalifikace. Zápas trval 11 hodin a 5 minut, hrál se tři dny, protože byl dvakrát přerušen pro tmu a skončil vítězstvím Johna Isnera v poměru 6–4, 3–6, 6–7(7), 7–6(3), 70–68.
Utkání začalo v 18:18 hodin britského letního času (17:18 UTC) v úterý 22. června 2010. Za stavu 2–2 na sety bylo poprvé přerušeno ve 21:07 hodin pro nedostatek světla. Ve středu 23. června pokračovalo od 14:05 hodin a rekord do té doby nejdelšího utkání pokořilo v 17:45 hodin. Pro nedostatek světla bylo podruhé přerušeno ve 21:13 hodin za poměru 59:59 her v pátém rozhodujícím setu. Ve čtvrtek 24. června došlo k pokračování od 15:40 hodin a Isner proměnil svůj 5. mečbol v 16:49 hodin. Jen pátý set trval 8 hodin a 11 minut, což by stačilo na překonání rekordu nejdelšího utkání historie.
Ve wimbledonském zápase 1. kola druhý nejvyšší tenista okruhu ATP John Isner (206 cm) zahrál 113 a Nicolas Mahut 103 es, čímž oba překonali stávající rekord.

## Pozadí zápasu

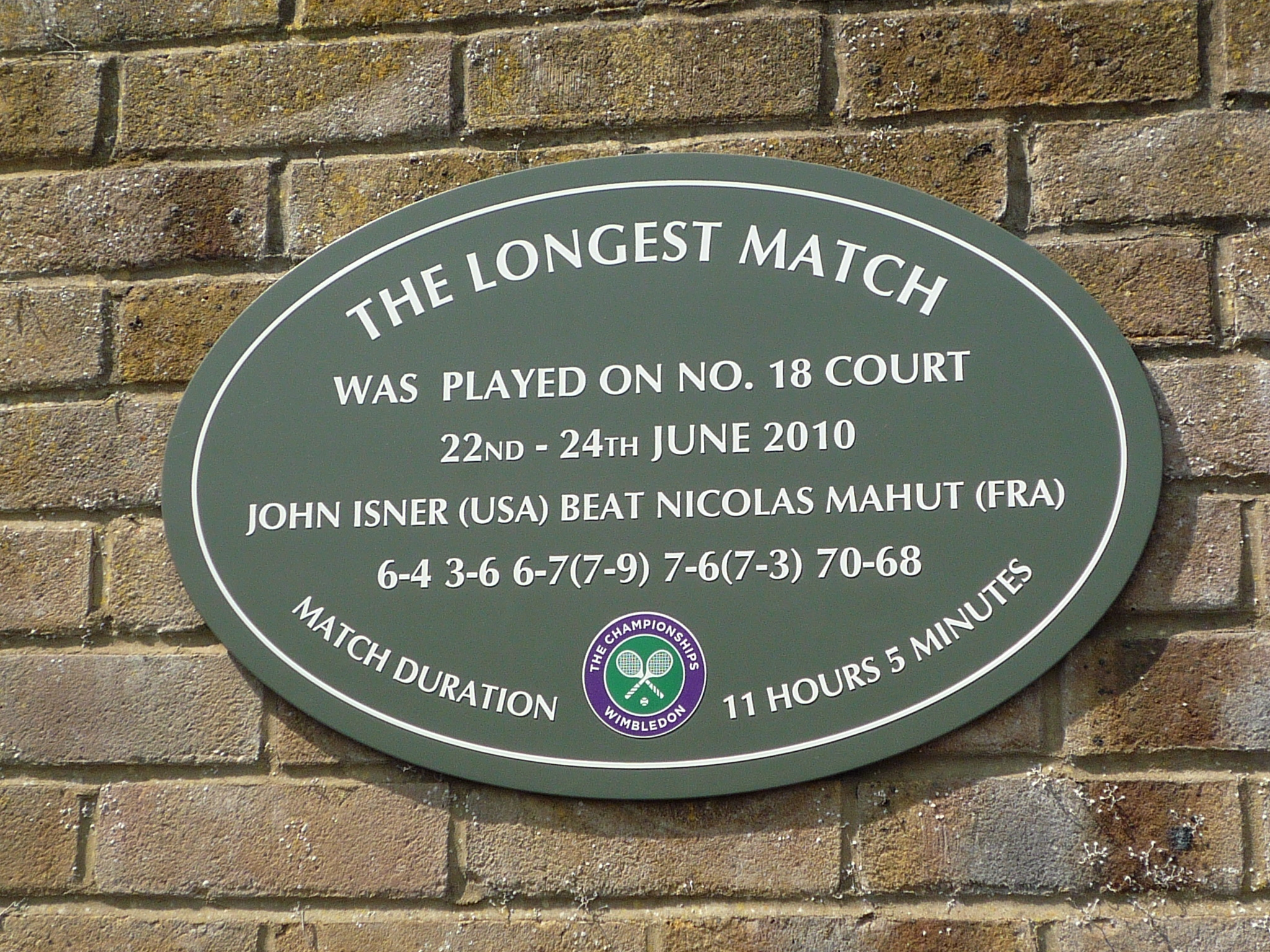
Pamětní deska na dvorci.

Utkání bylo hráno na dvorci č. 18 All England Lawn Tennis and Croquet Clubu. V něm se každoročně na přelomu června a července uskutečňuje třetí grandslamový turnaj sezóny, který je nejstarší na světě. Byl založen již v roce 1877.
Nižší postavení Mahuta na žebříčku ATP pro dvouhru neumožňovalo, aby mu zajistilo automatickou účast v hlavní soutěži. Proto musel nastoupit do kvalifikace, v níž byl nasazený jako hráč číslo 27. Vyhrál tři kvalifikační kola, když postupně zdolal Franka Dancevice 6–3, 6–0 v 1. kole, Alexe Bogdanoviće 3–6, 6–3, 24–22 ve 2. kole a konečně Stefana Koubka v pětisetovém zápase 6–7(8), 3–6, 6–3, 6–4, 6–4. Odehrál tak dlouhá utkání již v týdnu před zahájením hlavní soutěže ve Wimbledonu 2010.
Los mužské dvouhry pak kvalifikantovi přidělil za soupeře 1. kola 23. nasazeného Američana Isnera.
Ironií osudu se stal rok 2011, kdy proti sobě los poslal oba hráče v prvním kole znova.
I tentokrát zvítězil John Isner, tentokrát jen ve třech setech. 7:6(4) 6:2 7:6(6)

## Zápas

### Detaily

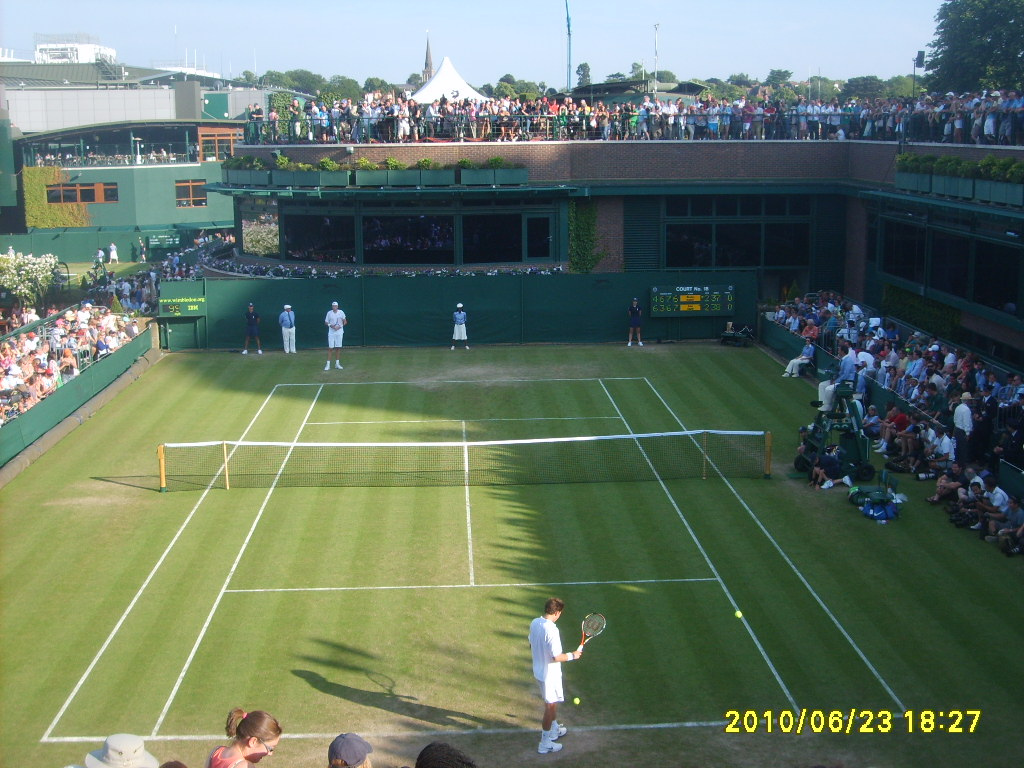
Dvorec č. 18 s kapacitou 720 diváků během zápasu

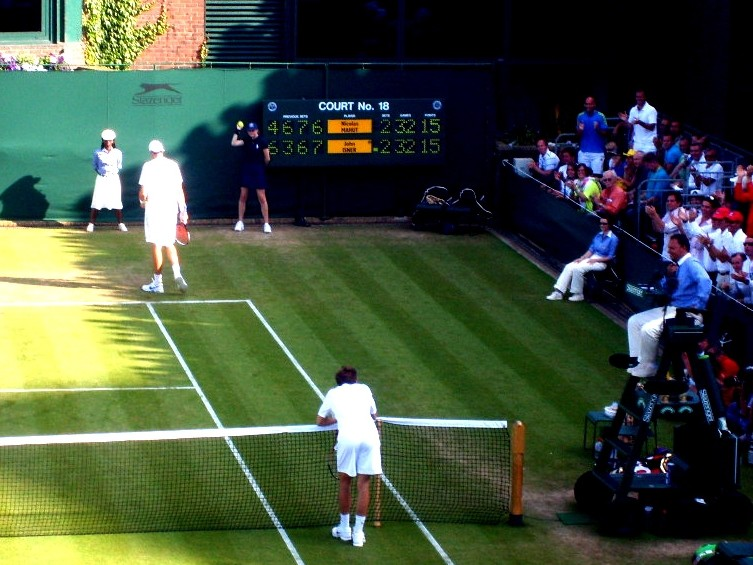
Mahut opřený o síť odpočívá za stavu 32–32 na gamy v pátém setu

Zápas začal druhý hrací den, v úterý 22. června 2010. Po odehrání čtyř setů, za vyrovnaného stavu 2–2 na sety byl přerušen pro tmu. Během středečního pokračování došlo k překonání rekordu nejdelšího utkání historie. Druhé přerušení pro tmu přišlo za stavu 59–59 her na obou stranách v pátém setu, navzdory skandování publika „My chceme ještě, my chceme ještě.“ Zápas byl dohrán ve čtvrtek 24. června, po dalších několika odehraných hodinách Isner zvítězil poměrem 70–68 v rozhodujícím setu.

### Další aktéři
Hlavním rozhodčím zápasu byl Švéd Mohamed Lahyani, jenž po zápase sdělil „neměl jsem šanci se unavit. Byl jsem u vytržení z toho tenisového představení a udržel koncentraci. Musel jsem kvůli hráčům, kteří ukázali dech beroucí odolnost a energii. Na jídlo nebo koupelnu člověk v tom transu ani nemyslí.“ Od druhého dne zápasu musely být střídány dvě skupiny 14 čárových rozhodčích a čtyři skupiny 28 sběračů míčků.

### Ocenění
Po skončení zápasu převzali oba tenisté spolu s hlavním rozhodčím speciální dary (broušenou mísu a flétny na šampaňské), od významných hostů turnaje, bývalého nejlepšího britského tenisty Tima Henmana a wimbledonské vítězky z roku 1969 Ann Haydonové-Jonesové. Následovalo focení u výsledkové tabule kurtu se zobrazeným skóre.

## Rekordy
Utkání pokořilo několik stávajících tenisových rekordů, včetně nejdelšího zápasu (11 hodin a 5 minut), nejdelšího setu (pátá sada trvala 8 hodin a 11 minut), největšího počtu odehraných her v setu (138 v páté sadě) i zápasu (183), nejvíce zahraných es v zápase (Isner, 113), absolutního počtu zahraných es oběma hráči (Mahut také překonal se 103 esy rekord, v součtu bylo zaznamenáno 216 es).

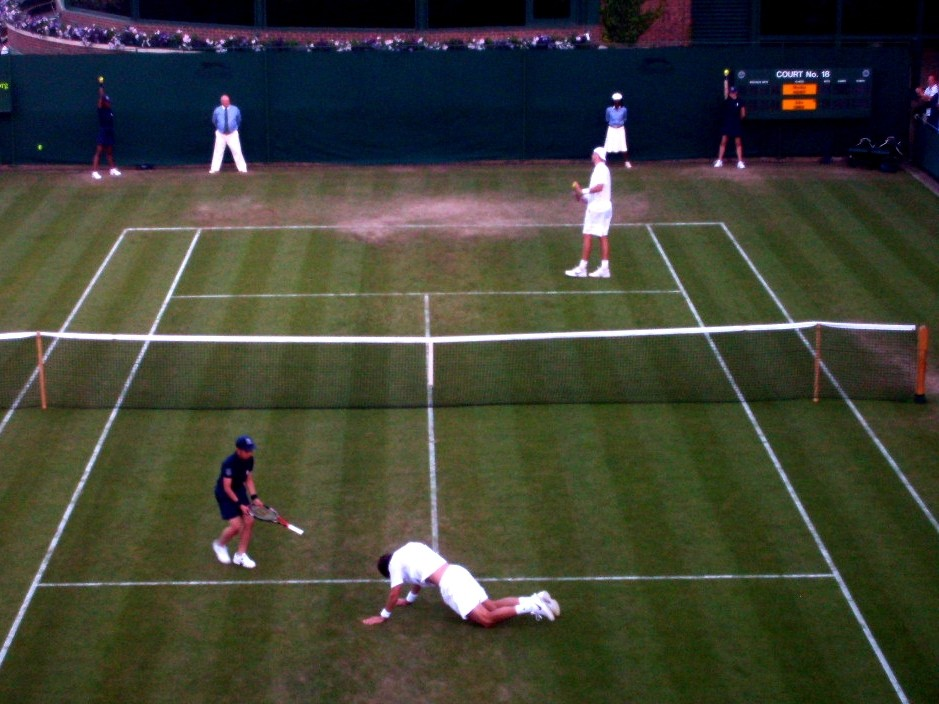
Mahut na trávníku za stavu 58–58 na gamy v pátém setu

Rekord nejvyššího počtu odehraných gamů v jediném zápase od zavedení tiebreaku drželo do této chvíle čtvrtfinále na Australian Open 2003 mezi Andy Roddickem a Júnisem Al Ajnávím, v němž bylo dosaženo 83 gamů. Zápas vyhrál Roddick poměrem setů 4–6, 7–6(5), 4–6, 6–4, 21–19. Absolutní rekord v počtu gamů na jeden zápas, bez ohledu na tiebreak, měl hodnotu 112 her. Byl vytvořen roku 1969 během utkání, v němž Pancho Gonzales zvítězil nad Charliem Pasarelou poměrem setů 22–24, 1–6, 16–14, 6–3, 11–9, také v 1. kole Wimbledonu
Rekord v celkové délce zápasu drželo časem 6 hodin a 33 minut utkání hrané na French Open 2004, ve kterém Fabrice Santoro porazil svého francouzského krajana Arnauda Clémenta poměrem setů 6–4, 6–3, 6–7(5), 3–6, 16–14. Zápas Isner–Mahut také překonal neoficiální rekord s hodnotou 6 hodin a 40 minut z nominačního utkání o právo nastoupit za tým Spojeného království do Davisova poháru, hraného 25. února 2009. Chris Eaton v něm zvítězil nad Jamesem Wardem poměrem setů 6–3, 6–2, 6–7(3), 2–6, 21–19. Jen pátý set wimbledonského utkání o několik hodin překonal celkovou délku do té doby nejdelšího zápasu.
John Isner zaservíroval rekordní 79. eso při zisku hry na poměr gamů 39–38 v pátém setu. Rekord nejvyššího počtu zahraných es v jediném utkání držel Chorvat Ivo Karlović, nejvyšší tenista na okruhu ATP, který v prvním hracím dnu semifinále Davis Cupu 2009 mezi Chorvatskem a Českou republikou, zaznamenal proti Radku Štěpánkovi 78 es v pěti setech.

## Plánovaný program hráčů

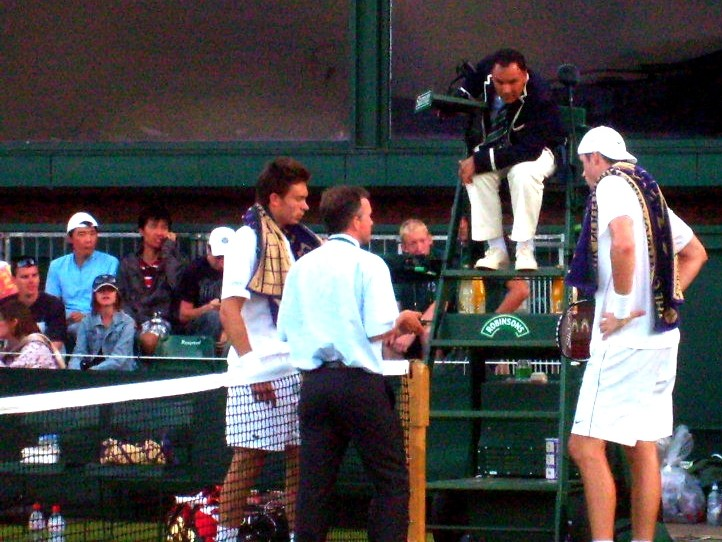
Oba hráči ve 21.07 hodin diskutují s rozhodčím o přerušení ve druhý den utkání (23.6.2010)

Vítězný Isner se ve 2. kole utkal s Thiemem de Bakkerem, který také odehrál dlouhý pětisetový zápas 1. kola proti Santiagu Giraldovi. V tomto utkání bylo odehráno celkem 74 gamů, de Bakker vyhrál ve středu 23. června, když v poslední rozhodující sadě zvítězil poměrem her 16–14.
Isnerovo první utkání mužské čtyřhry proti dvojici Michał Przysiężny a Dudi Sela, v níž byl jeho spoluhráčem Sam Querrey, muselo být z plánovaného úterního termínu přeloženo až na pátek, kdy sehrál také zápas 2. kola dvouhry proti de Bakkerovi na dvorci č. 5. Isnerův zápas čtyřhry byl v programu plánován jako druhé utkání na dvorci č. 19. V něm mu podlehl 0–6, 3–6, 2–6 za 74 minut, aniž by zahrál jediné eso. Mahut hrál čtyřhru s krajanem Arnaudem Clémentem. V 1. kole nastoupili proti britskému páru Colin Fleming a Ken Skupski. Utkání začalo ve čtvrtek pozdě odpoledne opět na dvorci č. 18 a bylo přerušeno poté co Francouzi Mahut a Clément ztratili první sadu 6-7(4). V pátek Britové dovedli zápas do vítězného konce celkovým poměrem setů 7–6, 6–4, 3–6, 7–6.

## Statistika zápasu

### Chronologie zápasu
Britský letní čas = UTC+1.
Výsledek
| Set               | 1.     | 2.     | 3.     | 4.     | 5.      |
| ----------------- | ------ | ------ | ------ | ------ | ------- |
| Nicolas Mahut (Q) | 4      | 6      | 79     | 63     | 68      |
| John Isner (23)   | 6      | 3      | 67     | 7      | 70      |
| Čas               | 32 min | 29 min | 49 min | 64 min | 491 min |

Úterý, 22. červen 2010

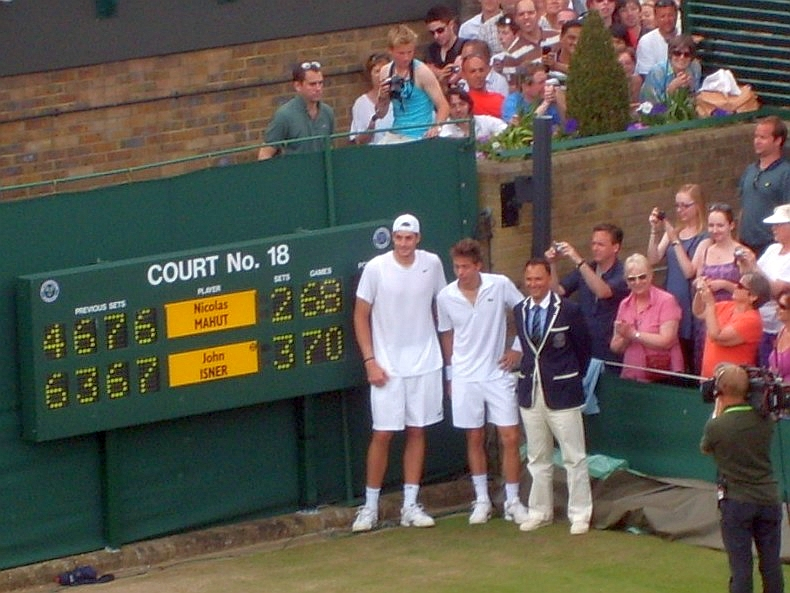
Oba hráči a hlavní rozhodčí se po skončení zápasu vyfotili u výsledkové tabule

- 18:13 – zahájení zápasu na dvorci č. 18
- 21:07 – zápas přerušen za stavu 2–2 na sety po uplynutí 174 minut

Středa, 23. červen 2010
- 14:05 – obnovení zápasu
- 17:45 – překonán rekord nejdelšího utkání historie tenisu
- 21:10 – zápas podruhé přerušen za stavu 59–59 v pátém rozhodujícím setu po uplynutí přesně 10 hodin

Čtvrtek, 24. červen 2010
- 15:43 – obnovení zápasu[21]
- 16:48 – zápas ukončen vítězným míčem Isnera, ve hře podávajícího Mahuta, pátý set skončil poměrem gamů 70–68. Celková délka činila 11 hodin a 5 minut

### Další statistiky
Z oficiální stránky Wimbledonu.
| Isner | Statistiky                   | Mahut           |
| --- | ---------------------------- | --------------- |
| 361 z 491 = 74%                                                                                              | % úspěšnosti 1. podání       | 328 z 489 = 67% |
| 10 | Dvojchyby                    | 21              |
| 52 | Nevynucené chyby             | 39              |
| 292 z 361 = 81%                                                                                              | % vítězných míčů u 1. podání | 284 z 328 = 87% |
| 82 z 130 = 63%                                                                                               | % vítězných míčů u 2. podání | 101 z 161 = 63% |
| 246 | Vítězné míče                 | 244             |
| 104 z 510 = 20%                                                                                              | vítězných míčů na příjmu     | 117 z 501 = 23% |
| 2 z 14 = 14%                                                                                                 | Proměnění brejkbolů          | 1 z 3 = 33%     |
| 97 z 144 = 67%                                                                                               | % úspěšnosti náběhů na síť   | 111 z 155 = 72% |
| 478 | Míčů celkově                 | 502             |
| 92 | Vyhrané hry                  | 91              |
| 113 | Esa                          | 103             |
| 123 MPH | Průměrná rychlost 1. podání  | 118 MPH         |
| 112 MPH | Průměrná rychlost 2. podání  | 101 MPH         |
| Celkový počet míčů na straně tenisty zahrnuje i dvojchyby protihráče. Nevynucené chyby zahrnují i dvojchyby. |                              |                 |

## Selhání výsledkové tabule

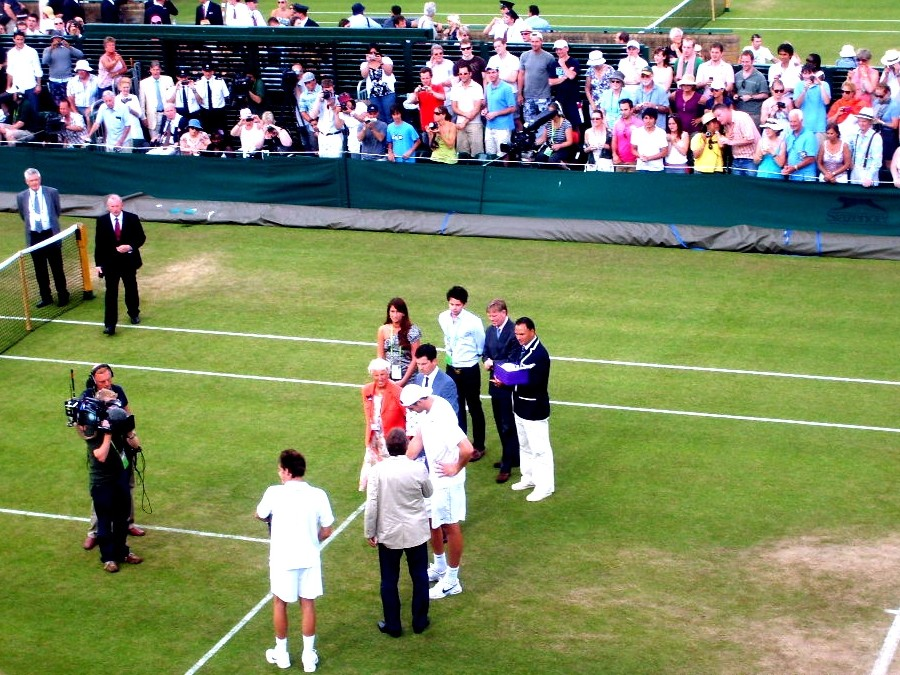
Slavnostní ceremoniál po dohrání. Ann Haydonová-Jonesová (červené sako) a Tim Henman (modré sako vedle Isnera) předávali upomínky

Druhý den zápasu se dvě výsledkové tabule v rozích dvorce zastavily na stavu 47–47 gamů a následně zhasly. Programátoři IBM prohlásili, že tabule jsou nastavené pouze do počtu her 47–47 a aktualizace bude provedena do příštího dne. Na oficiální stránce Wimbledonu, kde jsou zobrazovány online změny zápasů, došlo za stavu her 50–50 k vynulování skóre a na webu se objevil výsledek 0–0. Uživatelé byli informováni, aby k aktuálnímu stavu v pátém setu přičítali 50 gamů u každého tenisty. Programátor IBM pracoval na aktualizaci programu počítadla ve středu do 23:45 hodin, aby bylo následující den schopné zobrazovat výsledek, přestože existovalo riziko, že dojde k dalšímu selhání po odehrání příštích 25 gamů.

## Odezva
Bývalí aktivní tenisté a komentátoři označili tento zápas za historický. Vyslovili názor, že je nepravděpodobné, aby se tak dlouhé utkání někdy opakovalo. Wimbledonský vítěz John McEnroe prohlásil, že „toto je nejlepší reklama našeho sportu. Jsem hrdý na to, že jsem byl její součástí. Často neprojevujeme dostatečný respekt, neoceňujeme zásluhy tenistů za odvedené výkony, ale tento zápas by měl vést ke zvýšení jejich prestiže.” Řada dalších hráčů, tenisových odborníků i fanoušků se připojila k jeho tvrzení o vynikajících výkonech hráčů na dvorci.